# Lista de províncias e territórios do Canadá por crescimento populacional

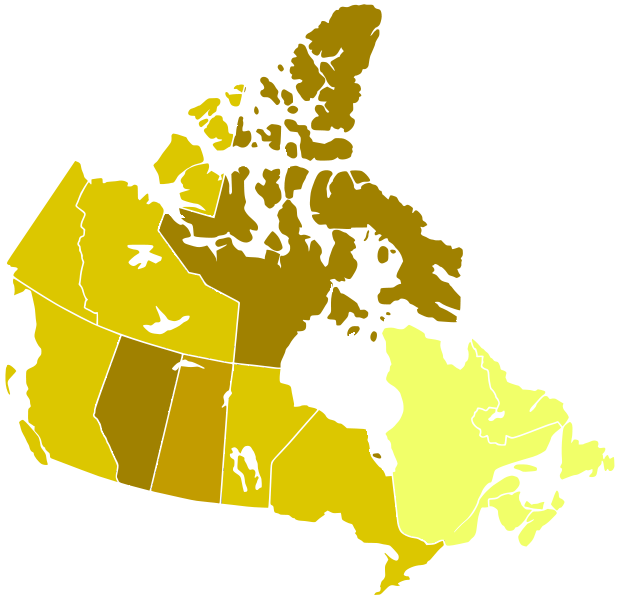
Mapa das províncias e territórios canadenses por porcentagem de crescimento populacional em 2016.
Legenda:
< 5%
5% - 10%
10% - 15%
> 15%

Esta é uma lista de províncias e territórios do Canadá por taxa de crescimento populacional, com base nas estimativas da Statistics Canada em 31 de março, de 2016.
| Posição | Província ou Território  | Estimativas de 2016 | Censo 2011 | Crescimento |
| ------- | ------------------------ | ------------------- | ---------- | ----------- |
| 1       | Nunavut                  | 37,174              | 31,906     | +16.51%     |
| 2       | Alberta                  | 4,231,959           | 3,645,257  | +16.09%     |
| 3       | Saskatchewan             | 1,142,570           | 1,033,381  | +10.57%     |
| 4       | Yukon                    | 37,193              | 33,897     | +9.72%      |
| 5       | Ontário                  | 13,873,933          | 12,851,821 | +7.95%      |
| 6       | Manitoba                 | 1,303,893           | 1,208,268  | +7.91%      |
| 7       | Colúmbia Britânica       | 4,707,021           | 4,400,057  | +6.98%      |
| 8       | Territórios do Noroeste  | 44,291              | 41,462     | +6.82%      |
| 9       | Quebec                   | 8,294,656           | 7,903,001  | +4.96%      |
| 10      | Ilha do Príncipe Eduardo | 146,933             | 140,204    | +4.80%      |
| 11      | Terra Nova e Labrador    | 528,336             | 514,536    | +2.68%      |
| 12      | Nova Escócia             | 945,824             | 921,727    | +2.61%      |
| 13      | Novo Brunswick           | 754,735             | 751,171    | +0.47%      |
| Total   | Canadá                   | 36,048,521          | 33,476,688 | +7.68%      |